# Amédée Daveluy
Amédée Gaston Daveluy (Paris, 21 juillet 1798 - Athènes, 21 avril 1867) est un helléniste français.

## Biographie
Agrégé de lettres, Titulaire de la chaire de littérature grecque de la Faculté des lettres de Dijon, puis professeur de rhétorique au lycée Charlemagne et au Lycée Henri-IV, il a le duc d'Aumale comme élève.
Inspecteur général de l'instruction publique, il devient le premier Directeur de l'École française d'Athènes (1846-1867). Il s'y opposa à de nombreux membres qui, finalement, permettront plus tard une forte évolution des pratiques scientifiques archéologiques.
Il est inhumé au cimetière du Père-Lachaise (44e division).

## Travaux
- Dictionnaire latin français, avec Louis Quicherat, Hachette, 1852
- Vocabulaire latin-français des noms propres de la langue latine, avec Quicherat, Hachette, 1856